# Spilosmylus vernans
Spilosmylus vernans is een insect uit de familie watergaasvliegen (Osmylidae), die tot de orde netvleugeligen (Neuroptera) behoort. 
Spilosmylus vernans is voor het eerst wetenschappelijk beschreven door Navás in 1921. De soort komt voor in Indonesië.